# Axel Murray
John Axel Georg Murray, född 5 augusti 1841 i Säter, död 24 april 1914 i Stockholm, var en svensk apotekare.
Axel Murray var son till postmästaren Johan Jacob Murray och sonson till Gustaf Murray. Han blev apotekselev 1855 och avlade farmacie studiosiexamen 1860 samt apotekarexamen 1867. Efter tjänstgöring vid apotek i Göteborg och Uppsala innehade han från 1878 till sin död Apoteket Svanen i Stockholm och från 1879 även medikamentförrådet i Gustavsberg. Han företog studieresor till flera europeiska länder. Murray gjorde en betydande insats, främst ekonomisk inom apotekarkåren. Bland annat var han kassaförvaltare i Farmaceutiska föreningen 1879–1886 samt ledamot av Apotekarsocietetens direktion 1883–1908 och samtidigt societetens kassaföreståndare 1896–1908. Därutöver var han ledamot av styrelsen för Farmaceutiska institutet 1892–1900, av överstyrelsen för Stockholms stads folkskolor 1895–1905 och av Stockholms kyrkofullmäktige 1900–1910. Murray invaldes i Svenska läkaresällskapet 1879. Han publicerade uppsatser i fackpressen samt utgav Tabeller för apoteksvarors taxering (1902–1905).